# Michał Franciszek Kwiatkowski
Pour les articles homonymes, voir Kwiatkowski.
Michał Franciszek Kwiatkowski, né le 16 septembre 1883 à Gniezno et mort le 21 mai 1966 à Vichy, en France, est un journaliste et éditeur polonais.

## Biographie
Michał Kwiatkowski, jeune journaliste patriotique, est envoyé à Dantzig pour insulte au kaiser. Après quelques séjours en prison, avec une parfaite maitrise de la langue allemande, il fonde à Herne, avec l'aide de Józef Pańkowski, le journal Narodowiec, à vocation catholique affirmée, diffusé à toute la population polonaise de la Ruhr, en dépit de la germanisation par le Kulturkampf. Après la guerre, de nombreux Polonais se sont en effet installés dans la Ruhr : les « mineurs westphaliens ».
Pour les autorités allemandes, cette fondation est une provocation, alors que la Pologne a été dépecée depuis plus d'un siècle par les empires russe, allemand et austro-hongrois.
Dès sa sortie, le 2 octobre 1909, le succès est au rendez-vous, et l'avenir semble plein de promesses. L'identité polonaise a été maintenue chez les polonais émigrés grâce à l'apprentissage clandestin de la langue, les associations culturelles et sportives. Pour éviter des émeutes, les allemands n'empêchent pas l'édition du journal mais harcèlent Michał Kwiatkowski.
La Première Guerre mondiale stoppe cependant l'édition du journal, et ce n'est qu'après le conflit que Narodowiec reprend ses activités, devenant un allié fidèle à la cause française, dans une Allemagne occupée par la France.
Devenue libre, la Pologne est indépendante et Michał Kwiatkowski est élu député de la Diète polonaise de 1922 à 1927 (PSChD, Parti démocrate-chrétien).
Le départ massif de la main d'œuvre germano-polonaise pour le Pas-de-Calais est décisif pour le journaliste. Initialement envisagé à Lille, où s'est établi le journal concurrent Wiarus Polski, c'est finalement au cœur du bassin minier, à Lens (rue Émile Zola) que sortira des presses Narodowiec (en 1924).
En 1940, le titre se saborde volontairement pendant quatre ans, Michał Kwiatkowski va à Londres rejoindre le général Sikorski. Il relance le journal à la Libération.
Au décès de Michał Kwiatkowski, c'est son fils, Michel Alexandre Kwiatkowski, qui prendra le flambeau, jusqu'au dernier numéro, paru en 1989.